# Хан. Мюнден
Хановерш Мюнден, Хан. Мюнден (на немски: Hann. Münden; Hannoversch Münden; Münden) е град в Долна Саксония, Германия, с 23 711 жители (31 декември 2014).